# 31e cérémonie des Grammy Awards
La 31e cérémonie annuelle des Grammy Awards a eu lieu au Shrine Auditorium à Los Angeles le 22 février 1989.

## Palmarès
| Prix                      | Artiste        | Titre                 |
| ------------------------- | -------------- | --------------------- |
| Enregistrement de l'année | Bobby McFerrin | Don't Worry, Be Happy |
| Album de l'année          | George Michael | Faith                 |
| Chanson de l'année        | Bobby McFerrin | Don't Worry, Be Happy |
| Meilleur nouvel artiste   | Tracy Chapman  | Tracy Chapman         |